# Aida Garifoellina

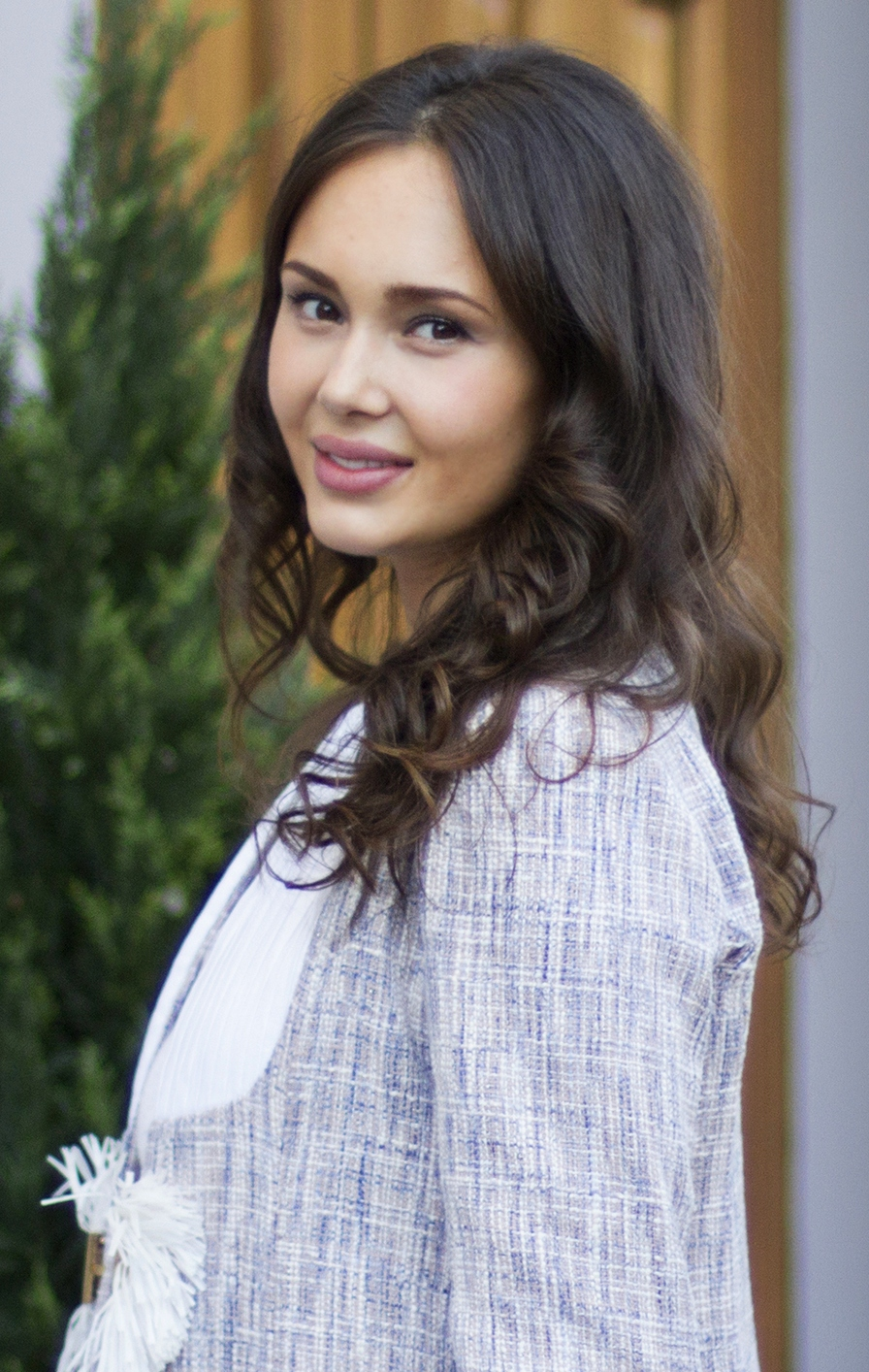
Aida Garifoellina (2014)

Aida Garifoellina (Kazan, 30 september 1987) is een Russisch-Oostenrijks operazangeres. Ze is een sopraan van tataarse komaf.
In 2012 werd ze samen met Timati derde bij de Russische voorronde voor het Eurovisiesongfestival 2012. In 2013 won ze Operalia, een internationale wedstrijd voor jonge operazangers. Garifoelinna zingt in verschillende producties in het Mariinskitheater en haar werk wordt uitgegeven door Decca Records. In 2017 verscheen haar album Aida Garifullina. In november 2017 verkreeg ze ook een Oostenrijks paspoort. Op 14 juni 2018 trad Garifoellina samen met Robbie Williams op tijdens de openingsceremonie voor het wereldkampioenschap voetbal 2018 in Rusland.